# Cabo Corrientes (kommun)
Cabo Corrientes är en kommun i Mexiko.   Den ligger i delstaten Jalisco, i den sydvästra delen av landet, 700 km väster om huvudstaden Mexico City. Antalet invånare är 9 034.
Följande samhällen finns i Cabo Corrientes:
- El Tuito
- Las Juntas y los Veranos
- Llano de los Laureles
- Quimixto
- Chacala
- Villa del Mar
- El Refugio Suchitlán
- Paulo
- El Columpio
- Aquiles Serdán
- Maito